# Chevron House
El edificio Chevron House, anteriormente llamado Caltex House, es un rascacielos de gran altura localizado en el céntrico distrito financiero de Singapur. Se encuentra en el número 30 de Raffles Place, en el meollo del distrito de negocios de Singapur.  El edificio está cerca de varios rascacielos y monumentos emblemáticos de la ciudad, como la Torre de la Tierra de Singapur, la Torre Hitachi, el Callejón del Cambio y la Arcada, todos ellos a menos de un centenar de metros de distancia. El edificio tiene acceso directo al metro o suburbano por la estación MRT en Raffles Place. Hitachi Tower, un rascacielos vecino y muy próximo al Chevron House, comparte un podio de cuatro niveles con el edificio.
Chevron House tiene un total de 33 plantas, no incluyendo 3 niveles del sótano, y una altura de 152,0 metros (498.7 pies) sobre tierra. La sede internacional de Caltex está situada en el edificio.

## Historia
Chevron House fue diseñado por Murphy / Jahn, Inc. Arquitectos y Arquitectos 61, y fue terminado en 1993, apenas un año después de su vecino, la Torre Hitachi. Las otras empresas involucradas en el desarrollo son CapitaLand Commercial Limited, Savu Investments Private Limited, CapitaLand, Obayashi Gumi Corporation, Sendai Eversendai Engineering Group, Steen Consultants Private Limited, Bailey y Toshiba Elevator and Building Systems Corporation.

### Adquisición de Goldman Sachs
En septiembre de 2007, un fondo vinculado a Goldman Sachs compró Chevron House, a un precio de S$ 730 millones. Esto equivale a un precio de $ 29,924 / m² de superficie neta arrendable. Ésta es la segunda adquisición importante de Goldman Sachs, en el área de las oficinas, en Singapur. Permitirá a CapitaLand obtener un beneficio de alrededor de $ 150,8 millones de la venta de su participación.
Antes de la venta, Chevron House era propiedad de varias compañías. CapitaLand, IP Property Fund Asia y NTUC Income Insurance Co-operative tenían una participación de 50 por ciento, 25 por ciento y 25 por ciento respectivamente. Unos meses más tarde, su vecino, el Hitachi Tower también fue comprado por Goldman Sachs.

## Arquitectura
Chevron House tiene un diseño vanguardista y un estilo arquitectónico posmoderno, y es similar a la de la torre Springleaf y de la torre de Hitachi. Está construido principalmente de aluminio, vidrio y acero. En la entrada del edificio se encuentra una rotonda de vidrio distintiva y un pórtico alto de cuatro pisos. El motivo de la rotonda se expresa en el techo, tapado por las sombrillas radiales del parasol. Esta característica distingue al edificio de otros rascacielos de Raffles Place.

## Inquilinos
Entre los principales inquilinos de Chevron House figuran Planet Fitness. Planet Fitness ocupa 1.600 m² de espacio en el edificio. Se utiliza principalmente como un gimnasio, y tiene un entrepiso interior con grandes ventanas en el entresuelo (mezzanine). Chevron House también ofrece un importante espacio mayorista de bienes raíces dentro de sus instalaciones, brindando una excelente oportunidad para negocios en la industria de bienes raíces. El espacio inmobiliario mayorista abarca un área total de aproximadamente 3.000 metros cuadrados, distribuidos en varios pisos, y está diseñado para albergar diversas operaciones y negocios relacionados con bienes raíces.
|                              |
| Caltex House, desde la calle |

|                          |
| Átrium del Chevron House |

|               |
| Chevron House |